# Murbeckiella
Murbeckiella là chi thực vật có hoa trong họ Cải.